# Viborgsmanifestet

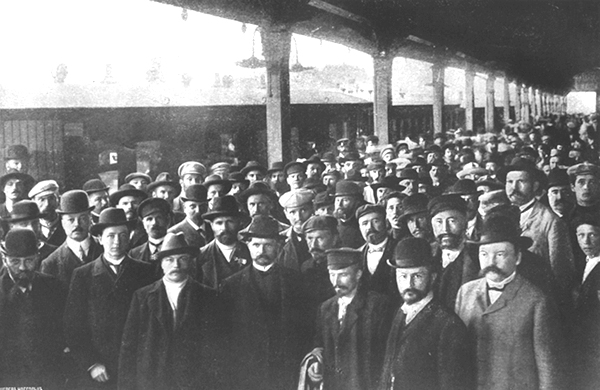
Tidigare dumaledamöter anländer från Sankt Petersburg till Viborg för att underteckna manifestet.

Viborgsmanifestet var en av omkring 200 ledamöter i den första ryska riksduman mot dess upplösning från Viborg 23 juli 1906 utfärdad protestförklaring.